# エジマール・デ・ラセルダ・アパレシーダ
エジマール・ハロウスキー・ジ・ラセルダ（ウクライナ語: Едмар Галовський де Ласерда, ラテン文字表記: Edmar Halovskyi de Lacerda,  1980年6月16日 - ）は、ブラジル・サンパウロ州モジ・ダス・クルーゼス出身の元ウクライナ代表サッカー選手。現役時代のポジションはミッドフィールダー。
2008年12月13日にウクライナ人女性と結婚。2011年3月にウクライナ国籍を取得。旧名はエジマール・ジ・ラセルダ・アパレシーダ（Edmar de Lacerda Aparecida）。なおハロウスキーは妻の姓である。

## 経歴
2001年にSCインテルナシオナウでプロデビューを果たした。2002年にウクライナのSCタフリヤ・シンフェロポリに移籍した。2007年8月、FCメタリスト・ハルキウに移籍した。2015年8月18日、FCドニプロと1年契約を交わした。2017年2月21日、NPSLのボカ・ラトンFCに移籍。クラブの東欧におけるアンバサダーも兼務する。

## 代表歴
ウクライナ代表として2011年8月10日、親善試合のスウェーデン代表戦でA代表デビューを果たした。2013年9月6日のワールドカップ予選、サンマリノ戦で代表初得点を挙げた。